# احمدعلی لاهوری
 مولانا احمدعلی لاهوری ملقب به شیخ التفسیر یا شیخ القران (زادهٔ ۱۳۰۴ هجری قمری در پنجاب پاکستان – درگذشتهٔ ۱۷ رمضان ۱۳۸۳ هجری قمری) از علمای حقانی و از رهبران جنبش آزادی هند بود. وی در زمان خود عالمی محقق، مفسری بی‌نظیر و عارفی کامل و باتدبیر به‌شمار می‌رفت.

## زندگی‌نامه
احمدعلی لاهوری در رمضان ۱۳۰۴ هجری قمری در روستای جلال از توابع شهرستان گوجرانواله در ایالت پنجابِ پاکستان به دنیا آمد. پدر وی شیخ حبیب‌الله از سالکان سلسله چشتیه در عرفان و تزکیه بود. احمدعلی ابتدا زیر نظر مادرش به فراگیری بعضی علوم ابتدایی مشغول شد. سپس برای ادامه تحصیل او را به نزد مولانا عبدالحق فرستادند. مولانا احمدعلی پس از مدتی به انقلابیون ضد استعمار بریتانیا ملحق شد و به مولانا عبیدالله سندی پیوست. پس از تأسیس مدرسه دارالارشاد در گوت پیر جهندا، در ایالت سند پاکستان توسط مولانا عبیدالله سندی، لاهوری در این مدرسه ثبت‌نام کرد. او در این مدرسه با سعی و تلاش و علاقهٔ وافر طی ۶ سال دروس دینی را به پصورت کامل پشت سر گذاشت.

## آغاز زندگی حرفه‌ای
مولانا لاهوری پس از پایان تحصیلات در مدرسه دارالارشاد، در همان مدرسه مشغول تدریس شد. وی بعدها با دختر مولانا سندی ازدواج کرد. مولانا لاهوری در گوت پیر جهندا به مدت سه سال به تدریس و تعلیم مشغول شد. هنگامی‌که مولانا عبیدالله سندی حزب جمعیت‌الانصار را پایه‌گذاری کرد مولانا لاهوری را از مدرسه دارالارشاد به نزد خویش فراخواند. او گروهی را به نام نظارة المعارف القرآنیة که شامل جمعی از علمای تازه فارغ‌التحصیل بود، آماده کرد. هدف از تشکیل این گروه دعوت و تبلیغ طبق نیازهای روز بود. مولانا لاهوری نیز در پیشرفت این جماعت دوشادوش مولانا سندی تلاش می‌کرد. بعد از آن، ایشان به توصیه مولانا سندی در مدرسه‌ای در نواب‌شاه مشغول تدریس و تعلیم شد و مدتی نیز به تدریس در علیگر (Aligarh) پرداخت.

## فعالیت‌های سیاسی
مولانا عبیدالله سندی پس از مهاجرت به افغانستان، شاگرد و دامادش مولانا لاهوری را به‌عنوان مسئول جمعیت‌الانصار تعیین کرد. مولانا سندی در دوران اقامت خویش در کابل، دربارهٔ حزب و فعالیت‌هایش توسط چند فرد هم‌فکر و هم‌عقیده به مولانا لاهوری نامه می‌فرستاد. با دستگیری نامه‌رسان‌ها، استعمارگران انگلیسی در هند شروع به سرکوب این حزب کردند. به عقیده برخی اگر این جنبش که هدفش استقلال بود، پیروز می‌شد، پاکستان چندین سال قبل از سال ۱۹۴۷میلادی به‌وجود می‌آمد. با افشای نامه‌های مولانا سندی، مولانا لاهوری دستگیر و از دهلی به بازداشتگاهی در شِملا منتقل شد. مولانا لاهوری با مسئول بازداشتگاه دوست شد و مسئول بازداشتگاه در حد توان، اسباب آسایش و راحتی را برای او فراهم می‌کرد و علاوه بر امکانات رفاهی مناسب، برخی نیازهای ایشان را از خانهٔ خودش برای مولانا لاهوری فراهم می‌کرد. اما بعد از مدتی مولانا لاهوری از شِملا به لاهور و سپس به بازداشتگاه جالندَر منتقل شد. در همان زمان مولانا غلام‌محمد دین‌پوری نیز به اتهامی مشابه در زندان به سر میبرد. مولانا لاهوری پس از مدتی حصر در منطقهٔ راهون، به لاهور منتقل شد. یک افسر پلیس اطلاعات (CID) به مولانا لاهوری گفته بود که دولت برای فرستادن او به ایالت سِند یا شهر دهلی آماده نیست و از این بابت اطیمنان ندارد، بنابراین او باید در لاهور اقامت کند. سپس لاهوری را ملزم کردند دو ضامن بیاورد که هر کدام می باید هزار روپیه به عنوان ضمانت پرداخت میکردند. مولانا لاهوری با این استدلال که در لاهور آشنایی ندارد، درخواست کرد به ایالت سِند منتقل شود، اما دولت موافقت نکرد؛ ایشان پس از تلاش فراوان نام مولانا قاضی ضیاءالدین (از دانش‌آموختگان دارالعلوم دیوبند و مدیر دبیرستان اسلامی گوجرانواله) را به یاد آورد که آن روزها در لاهور مقیم بود. پس از ملاقات با ایشان و با یک واسطهٔ دیگر، تلاش‌های زیادی صورت گرفت تا اینکه دو ضامن مهیا گردید.

## سکونت در لاهور
مولانا لاهوری به ناچار در لاهور ماند. در سال‌های بعد به خاطر خدمات علمی و دینی، عده ای در آن شهر هوادار و پشتیبان او شدند . او در دوران اقامت خود در لاهور تدریس قرآن را آغاز کرد و به تدریج با کمک دوستانش برای نشر علوم قرآنی و تبلیغ اسلام، انجمن خدام‌الدین را پایه‌گذاری کرد و خود نیز به عنوان رئیس انجمن انتخاب شد. از طرف این انجمن هفته‌نامه‌ای دینی به نام خدام‌الدین منتشر می‌شد. این انجمن امروزه نیز به فعالیتهای دینی و علمی خود ادامه می دهد. وی همچنین مدرسه قاسم‌العلوم را در لاهور تأسیس کرد که فارغ‌التحصیلان مدارس عربی و علمای دینی برای شرکت در دوره تفسیر راهی این مدرسه می‌شدند. با گسترش این مدرسه، علمای دانش‌آموخته از دارالعلوم دیوبند، مظاهرالعلوم سهارنپور، مدرسه امینیه دهلی و مدرسه شاهی مرادآباد جهت فراگیری علوم دینی به این مدرسه می رفتند. این دورهٔ ویژه از اول رمضان تا آخر ذیقعده برگزار می‌شد که تا پایان عمرِ مولانا لاهوری ادامه داشت. سند و گواهی شرکت در این دورهٔ تفسیر، به امضاء و تاییدیه علامه محمدانور شاه کشمیری، علامه شبیر احمد عثمانی و مولانا سید حسین‌احمد مدنی مزین است. مدرسه قاسم‌العلوم پس از درگذشت مولانا لاهوری، توسط فرزند ایشان مولانا عبیدالله انور تا ۱۴۰۵ هجری قمری مدیریت شد. اقامتگاه طلاب در آغاز کار، ساختمانی اجاره‌ای بود و کمبود فضا و مشکلات به‌وجود آمده باعث شد در منطقهٔ سبحان‌خان قطعه زمینی خریده شود. کلنگ احداث مسجد و مدرسه توسط علامه شبیراحمد عثمانی در محل جدید زده شد.

## ویژگی بارز مولانا لاهوری
مولانا احمدعلی لاهوری امانتدار ۲۵سالهٔ اسرار جنبش آزادی هند بود. در مصیبت‌های ملی کنار ملت بود. سختی‌های حبس و زندان را به جان خرید. در عمل به قرآن و سنت اصرار داشت.
در سال ۱۹۳۱ میلادی رئیس دانشگاه مهندسی لاهور که فردی انگلیسی بود، اداعاهایی را در مورد پیامبر اسلام مطرح کرده بود. ادعاهای این رئیس دانشگاه با واکنش تند مولانا لاهوری مواجه شد و به همین باعث شد که مولانا لاهوری دوباره به زندان بیفتد، اما پس از مدتی حکومت وقت لاهوری را آزاد کرد.

## خدمات علمی
مولانا لاهوری بیشتر زندگی خود را به تبلیغ دین اسلام مشغول بود. او در دوران حیات خود در کنار تدریس و تفسیر کتب اسلامی و سنت پیامبر اسلام، قرآن را نیز به صورت کامل به زبانی روان و به اردو ترجمه کرد. علاوه بر این، تألیف و تصنیف ۳۴ کتابچه از دیگر خدمات ایشان به محافل علمی و جامعه مسلمان است. از دیگر آثار وی می توان از: تذکره رسول، اسلام مین نکاح بیوگان (ازدواج زنان بیوه در اسلام)، ضرورةالقرآن، اصلی حنفیت، رسول‌الله صلی‌الله‌علیه‌وسلم کی وظائف، میراث مین حکم شریعت، توحید مقبول، فوتو عکس کا شرعی فیصله، صد احادیث کا گلدسته و فلسفه روزه یاد کرد.

## از نگاه علامه ابوالحسن ندوی
علامه ابوالحسن علی ندوی روابط صمیمانه‌ای با مولانا لاهوری داشت. در باب عرفان و تزکیه به‌طور ویژه از تحت تاثیر او بوده است و به توصیهٔ وی با مرشدش شیخ غلام‌محمد دین‌پوری بیعت کرده است. علامه ندوی در مورد مولانا لاهوری می گوید: «مولانا احمدعلی لاهوری طی نامه‌ای به بنده توصیه کرد که از منهج و روش علمای دیوبند هرگز برنگرد. ایشان از علمای دیوبند بسیار متأثر بود. خصوصاً در این اواخر با مولانا مدنی بسیار هم‌عقیده شده بود، سند دورهٔ تفسیر بنده به دست ایشان تقسیم شد. مولانا لاهوری اگر جایی تشریف می‌برد به کسی اجازه استقبال نمی‌داد. گاهی این‌طور می‌شد که مردم در ایستگاه راه‌آهن منتظر ایشان بودند، اما مولانا به‌طور پنهانی از آنجا خارج می‌شد و نزد میزبان خود می‌رفت. هر جا با هزینه شخصی خودش سفر می‌کرد و سفرهای تبلیغی نیز انجام می‌داد. بنده در درس حجةالله‌البالغة ایشان نیز شرکت کردم. در درس تفسیر، خلاصهٔ هر رکوع را تدریس می‌فرمود و طلاب باید یاد می‌کردند؛ این خلاصه‌ها را مولانا سِندی بیان کرده بودند. در پرتو تحولات سیاسی آن دوران درس می‌داد و راهنمایی‌های قرآن برای آن زمان را بیان می‌کرد. به ربط بین آیات توجه ویژه‌ای داشت. بیان عقیدهٔ توحید و تعلق با خداوند، عشق نبوی، اخلاص و تزکیهٔ نفس ویژگی‌های بارز درس تفسیر ایشان بود.»

## بعضی از نقل قول‌های وی
- مقصد و هدف در هر کار، حاصل‌کردن رضای الهی باشد.
- شرح قرآن مجید و احادیث نبوی در دو جمله امکان‌پذیر است؛ خدا را عبادت کن و خلق خدا را با خدمت راضی کن.
- قلب هر چند سخت باشد، با ذکر متواتر و پی‌درپی خداوند نرم می‌شود. همان‌گونه که سنگ سخت با قطره‌های آب تغییر می‌کند.
- استقامت بر دین طلب کن، کرامت نخواه، چراکه درجه استقامت از کرامت بیشتر است.
- آن نور گران‌بهایی که از کفش‌های اولیاءالله حاصل می‌شود، در خزانه‌های پادشاهان یافت نمی‌شود.

## درگذشت
مولانا احمدعلی لاهوری در روز ۱۷ رمضان سال ۱۳۸۳ هجری قمری در روز جمعه درگذشت. هزاران نفر در نماز جنازه او شرکت کردند و او را در قبرستان میانی به خاک سپردند.